# Roisey
Roisey település Franciaországban, Loire megyében. Lakosainak száma 1006 fő (2022. január 1.). Roisey Véranne, Bessey, Maclas és Pélussin községekkel határos.

## Népesség
A település népessége az elmúlt években az alábbi módon változott:
| Lakosok száma | 433  | 517  | 626  | 831  | 882  | 903  | 936  | 980  | 989  | 1006 |
|               | 1968 | 1982 | 1990 | 2006 | 2013 | 2015 | 2017 | 2019 | 2020 | 2022 |